# Sint-Catharinakerk (Leunen)

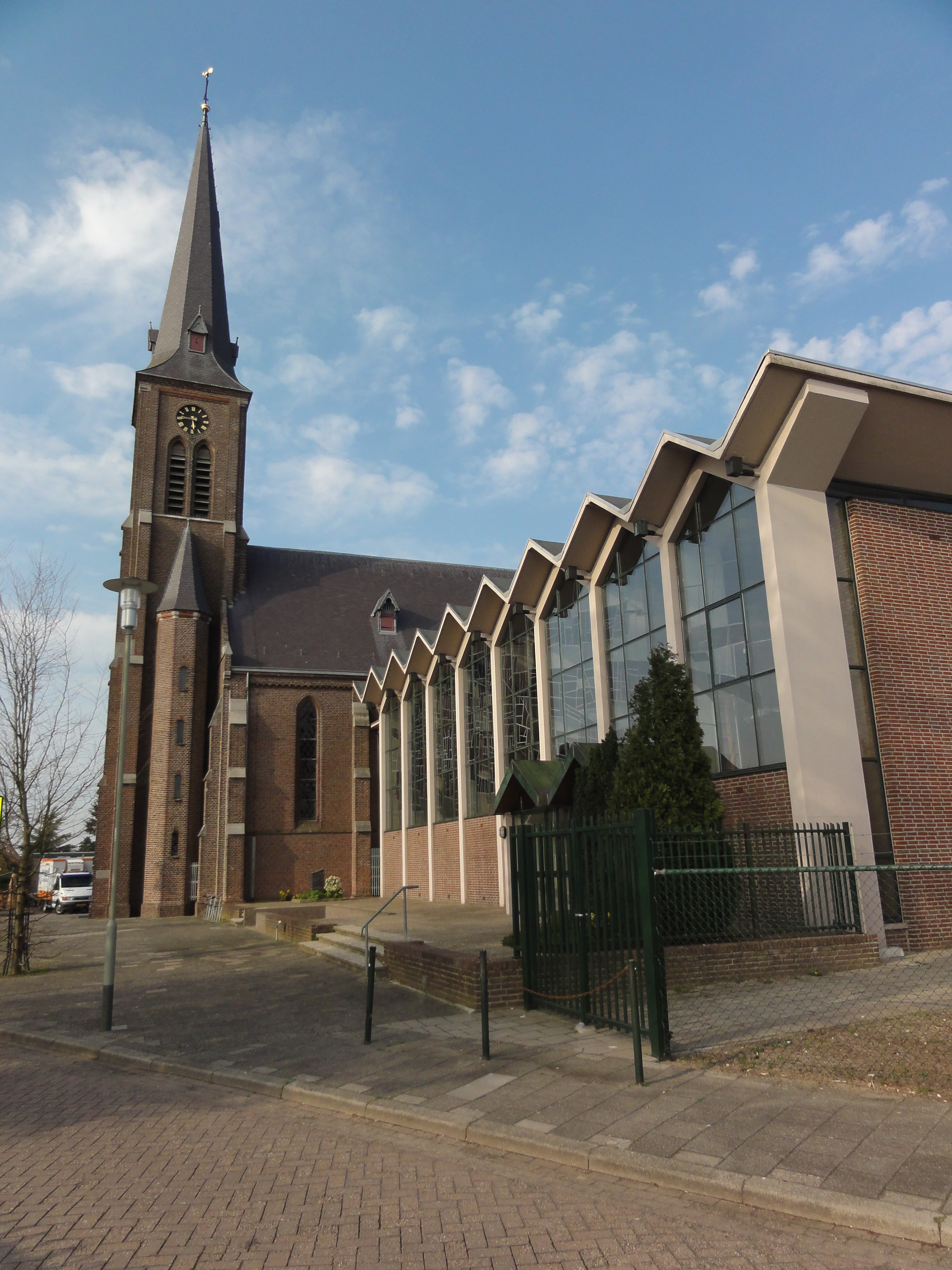
Catharinakerk met moderne uitbreiding

De Sint-Catharinakerk is de parochiekerk van Leunen in de Nederlands Noord-Limburgse gemeente Venray. De kerk staat midden in het dorp aan de Kapelweg 1.
De kerk is gewijd aan Catharina van Siena.

## Geschiedenis
In 1433 werd te Leunen voor het eerst een kapel gebouwd. Hiervan is het koor van de huidige kerk nog afkomstig. In 1889 werd het toenmalig schip vervangen door het huidige eenbeukig schip. Architect was Emmanuel Corbey. In 1904 werd het koor gerestaureerd door Caspar Franssen en in 1907 werd de - door dezelfde architect ontworpen - kerktoren gebouwd. In 1918 werden glas-in-loodramen in het koor geplaatst.
In 1933 werd het rectoraat verheven tot parochie en in 1935 werd de kerk nog uitgebreid met een sacristie en twee kapellen. In november 1944 werd de kerk echter beschadigd door Duits granaatvuur, doch hij kon hersteld worden. In 1950 werden door Daan Wildschut schilderingen en glas-in-loodramen aangebracht.
In 1965 werd de kerk zijwaarts uitgebreid met een moderne vleugel, gedekt met betonschalen die op betonnen pijlers rusten. Architect was Anton Swinkels. Eind 1966 werd de nieuwe kerk ingewijd.
De kerk bezit een Verschueren-orgel uit 1949.
Tot de jaren 70 was er een 17e-eeuwse preekstoel, en een houten beeld van de Heilige Catharina uit de 2e helft van de 17e eeuw. Deze voorwerpen zijn, evenals het koor van de kerk, geklasseerd als rijksmonument. Na de verbouwing zijn de preekstoel en het St.Catharina-beeld verdwenen.